# Chlebičov

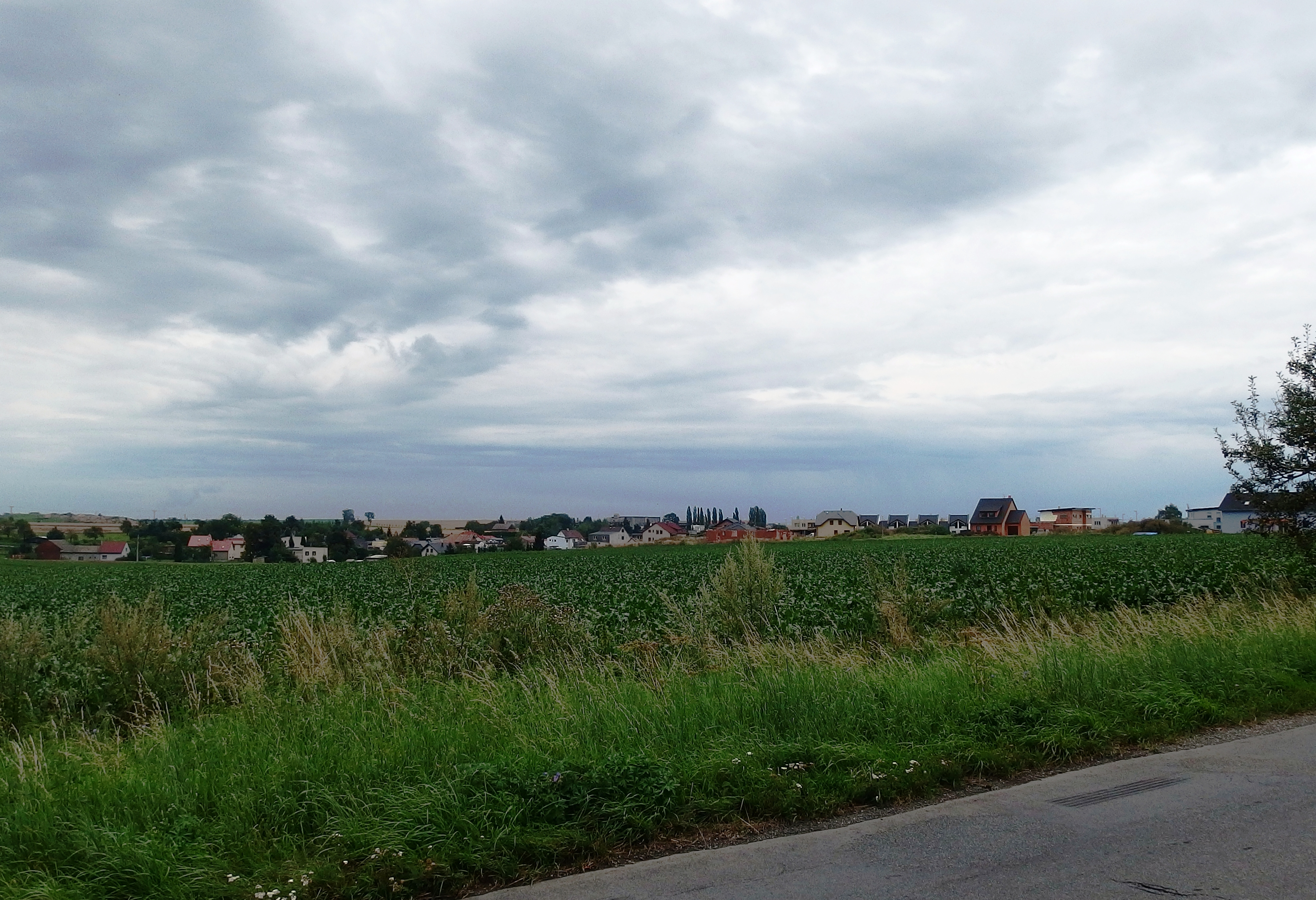
Ortsansicht

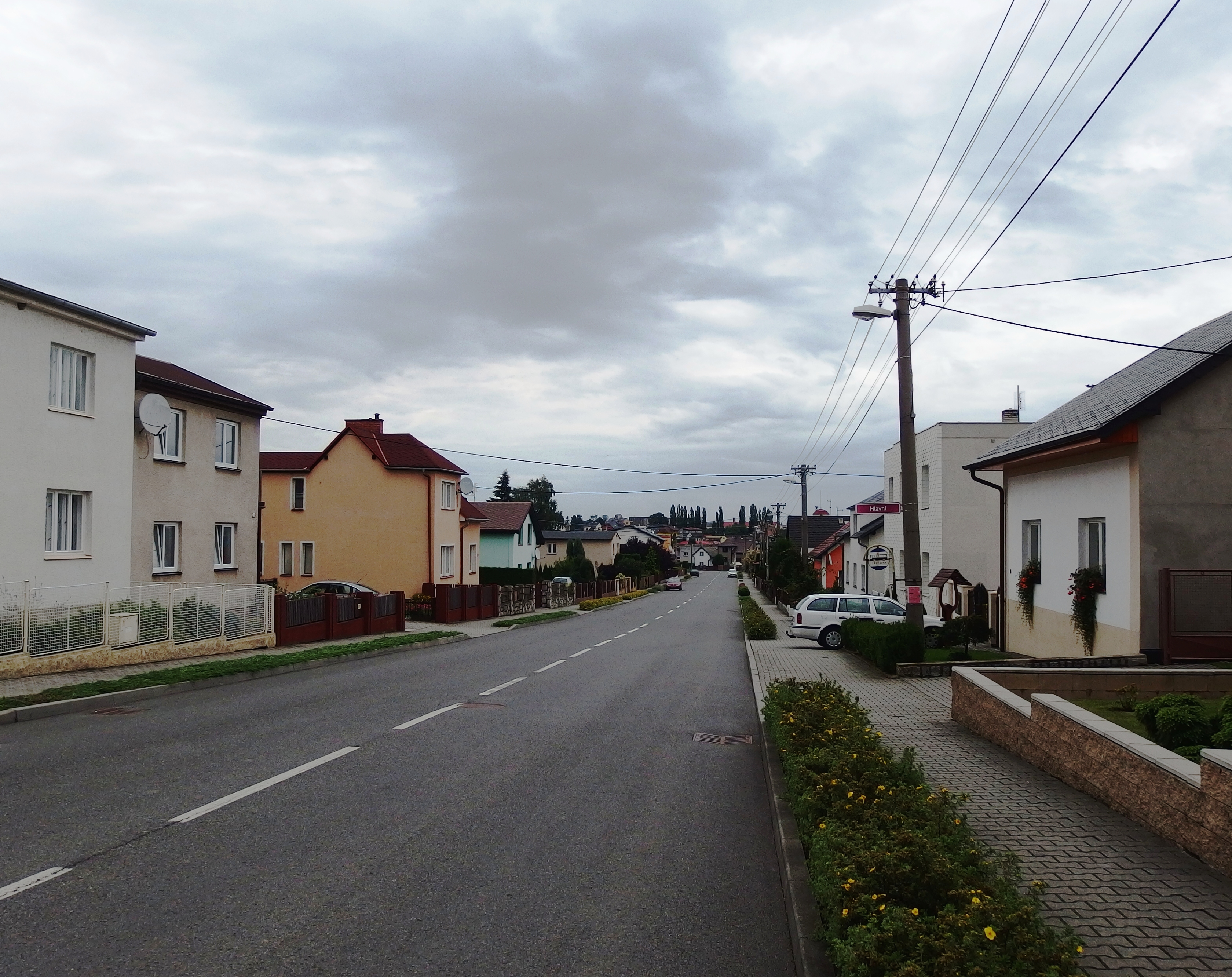
Dorfstraße

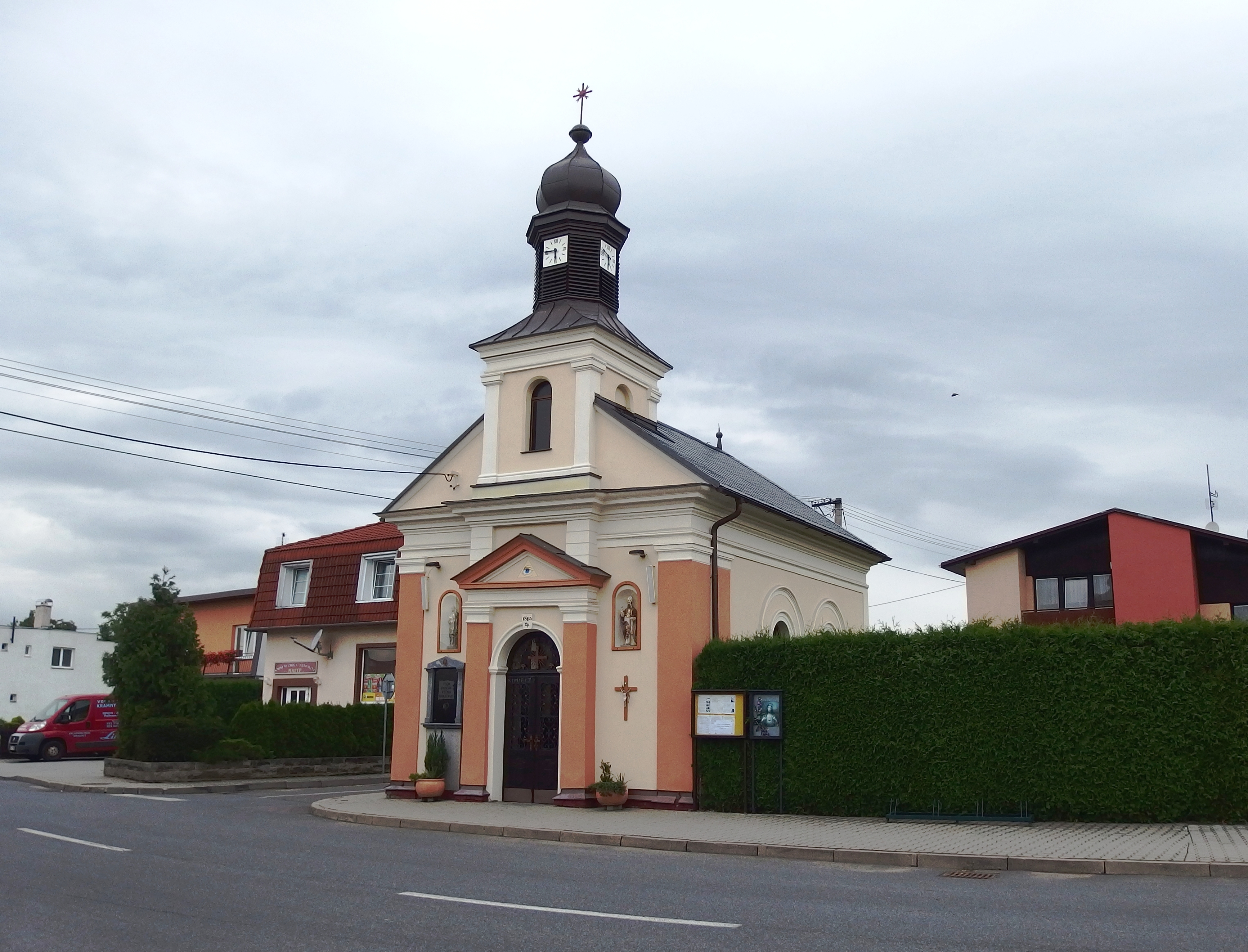
Kapelle Maria Rosenkranz

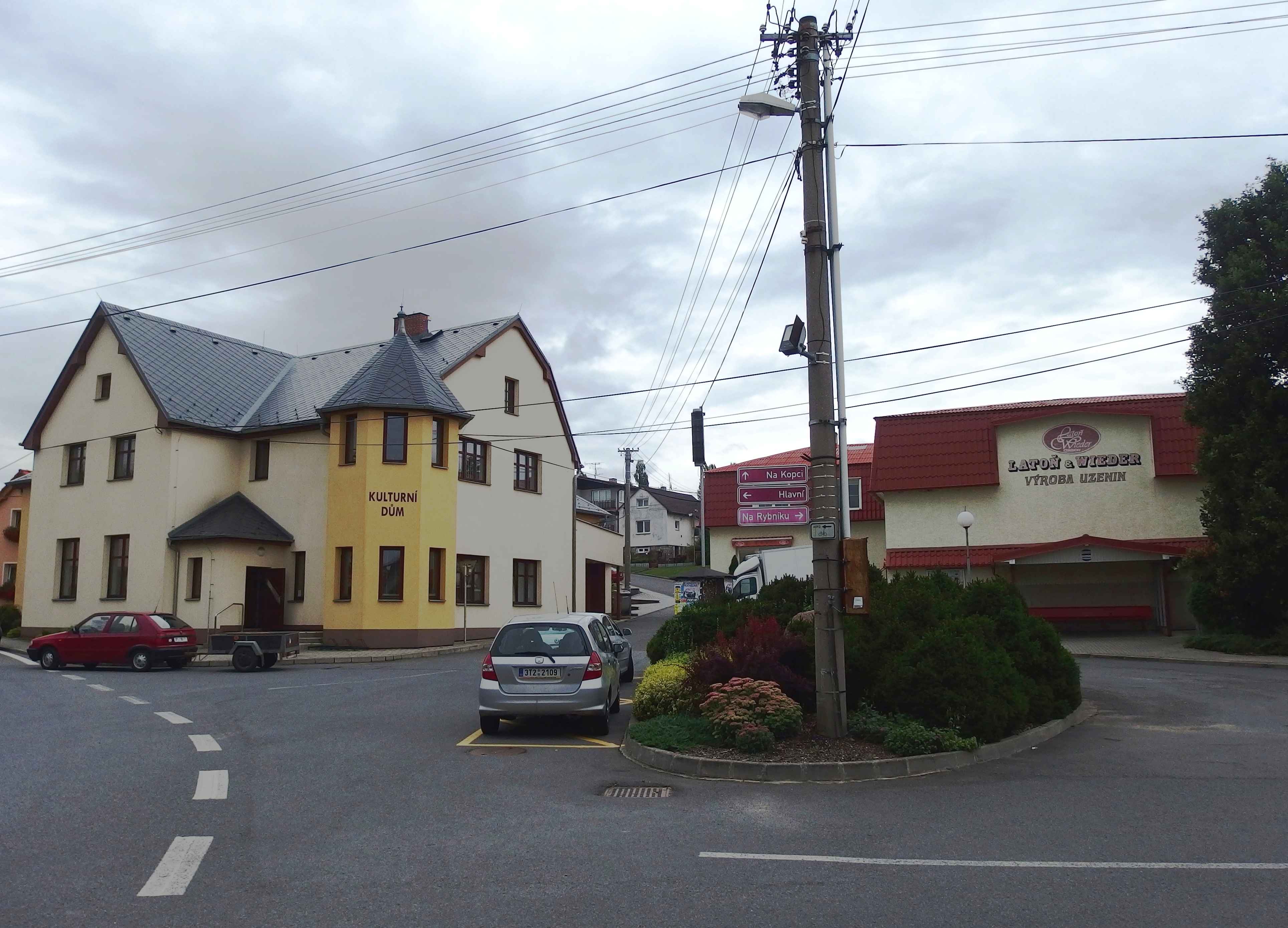
Kulturhaus

Chlebičov (deutsch Klebsch, polnisch Chlebiczów) ist eine Gemeinde im Okres Opava in Tschechien. Sie liegt fünf Kilometer nordöstlich des Stadtzentrums von Opava.

## Geographie
Das Straßendorf Chlebičov befindet sich am Oberlauf des Baches Chlebičovský potok in der Hlučínská pahorkatina (Hultschiner Hügelland). Im Nordosten erhebt sich der Hadí kopec (303 m n.m.). Anderthalb Kilometer nördlich verläuft die Staatsstraße I/46 von Opava nach Sudice (Zauditz).
Nachbarorte sind Oldřišov (Odersch), Arnoštov (Ernsthof) und Služovice (Schlausewitz) im Norden, Vrbka (Weidental) und Svoboda (Swoboda) im Nordosten, Štěpánkovice (Schepankowitz) und Nový Dvůr (Neuhof) im Osten, Hanůvka (Annahof), Kouty (Kauthen) und Kravaře (Deutsch-Krawarn) im Südosten, Angelika (Angelikahof) und Velké Hoštice (Groß Hoschütz) im Süden, Malé Hoštice (Klein Hoschütz) und Kateřinky (Katharein) im Südwesten, Karlovec (Karlsau) und Palhanec (Palhanetz) im Westen sowie Wiechowice (Wehowitz), Pusté Jakartice (Klingebeutel) und Pilszcz (Piltsch) im Nordwesten.

## Geschichte
Archäologische Funde belegen eine in die Zeit um 1800 v. Chr. zu datierende frühbronzezeitliche Besiedlung des Gemeindegebietes.
Die erste urkundliche Erwähnung von Chlebizstowe erfolgte 1250 in einer Besitzbestätigungsurkunde des Papstes Innozenz IV. für das Zisterzienserkloster Velehrad. Nach den Hussitenkriegen wurde Chlebičov zu einem Lehen der Troppauer Herzöge, die das Gut 1531 an das Klarissenkloster Troppau verkauften. Die Klarissen unterhielten in Chlebičov ein Vorwerk. 
Nach dem Ersten Schlesischen Krieg fiel Klebsch 1742 wie fast ganz Schlesien an Preußen. 1743 wurde das Dorf dem neugebildeten Kreis Leobschütz zugeordnet. Nach der Aufhebung des Klarissenklosters Troppau fiel das Gut 1783 dem Religionsfonds zu und wurde wenig später an einen Freiherrn von Gruttschreiber veräußert. 
Gruttschreiber verkaufte das Vorwerk und die zugehörigen 565 Morgen Land 1790 an die Dorfeinsassen. Später erwarben die Besitzer der Herrschaft Odersch das Dorf. Im Zuge der Kreisreform vom 1. Januar 1818 wurde Klebsch dem Kreis Ratibor zugewiesen. 1830 standen in Klebsch bzw. Klebiszow 48 Häuser; der Ort hatte 199 Einwohner, darunter drei Protestanten. Pfarrort war Groß Hoschütz. Johann von Strachwitz verkaufte die Herrschaft Odersch 1835 an Eduard von Lichnowsky. Dieser veräußerte sie 1839 an Arnold und Franz Xaver Lejeune. Im Jahre 1845 bestand Klebsch, auch Klepsch bzw. Chlebicowo genannt, aus 61 Häusern. In dem Dorf mit 380 Einwohnern (darunter vier Protestanten) gab es eine 1844 erbaute katholische Schule und einen Kretscham. Besitzer der Gutsherrschaft war der Bankier Johann Jacob Lejeune aus Verviers. Im Jahre 1864 bestand die Gemeinde Klebsch bzw. Chlebicovo aus einem Bauernhof, elf Gärtnern und 68 Häuslerstellen. Zu Klebsch gehörten u. a. 615 Morgen gutes Ackerland und 364 Morgen Wald. Außerdem existierte eine Windmühle. In der Schule wurden 105 Kinder unterrichtet. 1869 bestand Klebsch aus 98 Häusern und hatte 537 Einwohner. Im Mai 1874 wurde die Landgemeinde Klebsch Teil des Amtsbezirkes Odersch. Die Dorfkapelle Maria Rosenkranz wurde 1895 geweiht. Im Jahre 1900 hatte Klebsch 602 Einwohner, 1910 waren es 620. Die Landgemeinde Klebsch wurde 1908 dem Amtsbezirk Groß Hoschütz zugeordnet.
Aufgrund des Versailler Vertrages von 1919 wurde Klebsch am 4. Februar 1920 als Teil des Hultschiner Ländchens der Tschechoslowakei zugeschlagen. Beim Zensus von 1921 lebten in den 134 Häusern der Gemeinde Chlebičov/Klebsch 669 Personen, darunter 611 Tschechen und 55 Deutsche. Im Jahre 1930 lebten in den 135 Häusern von Chlebičov/Klebsch 659 Personen.
Nach dem Münchener Abkommen wurde Klebsch am 8. Oktober 1938 zusammen mit dem Hultschiner Ländchen vom Deutschen Reich besetzt. Die Gemeinde gehörte nunmehr zum Landkreis Hultschin, der 1939 dem Landkreis Ratibor in der preußischen Provinz Oberschlesien eingegliedert wurde. Am 17. Januar 1939 wurde der Amtsbezirk Groß Hoschütz aus den Gemeinden Groß Hoschütz, Klebsch und Klein Hoschütz wiedererrichtet. Die vorgesehene Umbenennung von Klebsch in Windefeld wurde nicht mehr wirksam. Während der Mährisch-Ostrauer Operation geriet Klebsch im April 1945 in die Frontlinie und die Bewohner wurden evakuiert. Am 19. April 1945 nahm die Sowjetarmee den Ort nach heftigen Kämpfen ein. Durch Luftangriffe und Artilleriebeschuss war ein Großteil der Häuser zerstört oder beschädigt.
Nach dem Ende des Zweiten Weltkriegs kam Chlebičov wieder an die Tschechoslowakei zurück. Im Rahmen der Initiative Budujeme Slezsko (Wiederaufbau Schlesiens) übernahm im April 1946 die Stadt Písek die Patenschaft über die Beseitigung der Kriegsschäden in Chlebičov. Im Jahre 1950 bestand Chlebičov aus 151 Häusern und hatte 728 Einwohner. Im Zuge der Gebietsreform von 1960 wurde der Okres Hlučín aufgehoben und die Gemeinde dem Okres Opava zugeordnet. 1970 lebten in den 193 Häusern von Chlebičov 986 Personen. Zum 1. Januar 1979 erfolgte die Eingemeindung nach Velké Hoštice. Am 1. Juli 1990 löste sich Chlebičov wieder von Velké Hoštice los und bildete eine eigene Gemeinde. 1991 lebten in den 235 Häusern der Gemeinde 1049 Menschen. Beim Zensus von 2011 hatte Chlebičov 1059 Einwohner und bestand aus 249 Wohnhäusern.

## Gemeindegliederung
Für die Gemeinde Chlebičov sind keine Ortsteile ausgewiesen. Das Gemeindegebiet bildet einen Katastralbezirk.

## Partnergemeinden
- Liptovské Revúce, Slowakei, seit 2017

## Sehenswürdigkeiten
- Kapelle Maria Rosenkranz, errichtet 1895
- Findling, unweit der Kapelle
- Drei steinerne Kreuze im Dorf
- Drei Bildstöcke am Ortsrand